# Yaracuy Fútbol Club
Yaracuy Fútbol Club fue un club de fútbol profesional venezolano que tenía sede en San Felipe, Estado Yaracuy. Jugaba en la Segunda División de Venezuela y disputaba sus partidos como local en el Estadio Florentino Oropeza.
Fue fundado el 13 de septiembre de 2006 como Club Atlético Chivacoa y debutó en el Torneo Aspirantes de Venezuela 2006-07 en la Zona Occidental I, lo que significó su estreno en torneos oficiales organizados por la Federación Venezolana de Fútbol. Su última participación fue en la Segunda División de Venezuela 2021 Donde ese mismo año 2021 desaparecio tras la mala gestion del grupo Ebenezer Group y sus malos directivos Luis Fernandez y Jorge Pulido creando una sanción y multa muy dificl de pagar para el club San Felipeño.

## Historia
Tras darse a conocer su reingreso en la Tercera División de Venezuela, el Club Atlético Chivacoa disputó algunos amistosos de pretemporada, siendo el primero de ellos ante Yaracuyanos FC, donde el equipo chivacoense perdió por la mínima diferencia ante el equipo local 1-0. Regreso a los campeonatos profesionales de la FVF en la Tercera División Venezolana 2012, tomando parte en el Torneo de Nivelación 2012, donde compartió el Grupo Central III con equipos como CF Bejuma, Boconoíto FC y UD Sabaneta. Logró sumar un total de 20 unidades, con solo 2 derrotas a lo largo del semestre, logrando el campeonato de su grupo, obteniendo así los méritos deportivos para participar en la Tercera División de Venezuela de la temporada siguiente.
La Tercera División Venezolana 2012/13 inició con el Torneo Apertura 2012, donde el primer partido del torneo para el equipo chivacoense se disputó en el Polideportivo San Antonio, de Chivacoa, con aforo para aproximadamente 1.000 espectadores (sede para el debut del club en la categoría), donde el cuadro del estado yaracuy fue derrotado por el CSIV de Valencia FC con un marcador de 0-1. En la tercera jornada, logró obtener una victoria de 4-1 ante la Casa Portuguesa de Aragua FC, en condición de visitante. Culminó en la segunda casilla de grupo, con un total de 17 puntos, siendo superado solamente por el CSIV Valencia FC, que finalizó el torneo de manera invicta, avanzando ambos al Torneo de Promoción y Permanencia 2013. En dicho torneo, tomó parte en el Grupo Central, con rivales provenientes de la Segunda División como Zamora FC B y UCV FC; tras un reñido semestre, el cuadro de Chivacoa finaliza como el segundo "mejor cuarto puesto" del torneo, por diferencia de goles (+8), siendo superado por quien logró ese último cupo para la Segunda División de Venezuela para la siguiente temporada: Estudiantes de Caroní FC, quien tuvo una diferencia de goles de (+12), permaneciendo en la Tercera División para la temporada siguiente.
La Tercera División Venezolana 2013/14 dio inicio con el Torneo Apertura 2013, donde atlético chivacoa compartió el Grupo Central II con los larenses UD Lara y Unión Lara SC, la filial del Carabobo FC y el Deportivo Paraguaná. El rendimiento futbolístico no fue tan consistente como en el debut o la temporada anterior: solo 2 victorias en todo el semestre, una de ellas en la sexta jornada ante el Carabobo FC B en condición de local, con marcador de 2-0, le situaron en la última casilla de grupo con solo 6 unidades en 8 partidos disputados.
Tras no competir en el Clausura 2014, "Los Guerreros de Yaracuy", anunciaron que tomarían parte en lo que será el comienzo de la Tercera División Venezolana 2014/15, pautado para el mes de septiembre, tomando parte en el Grupo Centro-Occidental. En la primera mitad de la temporada 2014-2015, finaliza en la séptima casilla del grupo, sumando solo 10 unidades. Para el Torneo de Adecuación 2015 (Tercera División Venezolana) toma parte en el Grupo Central II, junto a otros 5 conjuntos, donde logra sumar 11 unidades a lo largo del semestre.
Para la Tercera División Venezolana 2016 el equipo cambia su denominación a Yaracuy Fútbol Club, de tal forma comienza una pretemporada de lujo, probando nuevos esquemas tácticos de la mano del profesor Jhon Pinto quien toma el control del plantel, el equipo comienza andar por el torneo apertura de la Tercera División de Venezuela, quedando invicto y convirtiéndose en referencia de buen fútbol en el grupo central II.
En el Torneo Clausura el conjunto disputa 10 fechas, ganado 9 y empatando 1, tras estos números obtiene el pase al cuadrangular de ascenso de la Tercera División de Venezuela que brinda un pase a la Segunda División del balompíe nacional, en este cuadrangular a disputarse 6 fechas el conjunto yaracuyanos gana 4, empata 1 y pierde 1 por la modalidad del for fait, pero aun así logra hacerse son el ascenso a Segunda División y se corona como el campeón de la Tercera División en su edición del 2016.

## Estadio
Juega sus partidos como local en el Estadio Florentino Oropeza Estadio que comparte con el Yaracuyanos Fútbol Club, ubicado en San Felipe, Estado Yaracuy

## Uniforme
- Titular: Camiseta: Blanca, pantalón: Rojo y medias: Azules.
- Alternativo: Camiseta: Roja, pantalón: Rojo y medias: Rojas.

### Evolución del uniforme
| 2016 Titular | 2016 Alterno | 2017 Titular | 2018 al 2021 Titular |  |

### Indumentaria y patrocinador
| Período           | Proveedor    |
| ----------------- | ------------ |
| 2016              | Forte        |
| 2017              | Uhlsport     |
| 2018              | Coopa´s      |
| 2019 - Actualidad | Skyros Sport |

| Período           | Patrocinador                       |
| ----------------- | ---------------------------------- |
| 2016 - 2019       | Gobernación Bolivariana de Yaracuy |
| 2019 - Actualidad | Grupo ebenezer                     |

## Datos del club
- Temporadas en 1.ª División: 0
- Temporadas en 2.ª División: 5 (2017, 2018, 2019, 2020, 2021)
- Temporadas en 3.ª División: 1 (2016)
- Temporadas en Copa Venezuela: 3 (2017, 2019, 2019)

## Palmarés
- Tercera División de Venezuela (1) : 2016